# 草野球・草家族
『草野球・草家族』（くさやきゅう・くさかぞく）は、1980年（昭和55年）1月14日から同年7月14日までテレビ朝日系列局で放送されたテレビドラマである。テレパックと市ヶ谷企画とテレビ朝日の共同製作。全25話。

## 概要
東京の下町を舞台に、歯科医の加島順太郎を中心に順太郎の娘・八千代、教師、ガソリンスタンド店主、酒屋、サラリーマンなどから警官、ヤクザに至るまでの町の人々が集まって草野球チーム「トンネルズ」を結成。初めての対抗試合は0対78という大惨敗を喫するが、家庭も顧みずに野球に熱中するチームメンバーたちの悪戦苦闘を描いた人情コメディ。「成人版スポ根ドラマ」とも紹介されていた。

## キャスト
- 加島八千代（ライト）：竹下景子 - 順太郎の長女。順太郎が男の子が欲しかったことから、男の子のように育てられた。そのためからか、自分のことを「ボク」と言っている。
- 加島順太郎：丹波哲郎 - 加島歯科医院院長。楽天的で無邪気な所もあるが、自分としては年相応の威厳はあると思っている。日頃の不満のはけ口として突然野球に目覚め、熱中していく。
- 加島咲子：有馬稲子 - 順太郎の妻。淑やかなように見えて外交的で積極的な性格の持ち主で、婦人会の役員を務めている。新聞の読者投稿欄に投稿することが趣味。
- 加島久：中村一司 - 順太郎の長男。高校3年生。順太郎の望みもあり、自分も歯科医になりたいとは思っているが、成績がそこまで良くないのが悩み。二人の姉に敷かれるような形で、あまり自分を振る舞うことが出来ていない。
- 加島小春：秋野暢子 - 順太郎の次女。私立大学文学部の3年生。小説家志望。はっきり物を言うタイプで口うるさい所もあり、それで順太郎を怒らせることもしばしば。
- 佐野良雄：篠田三郎 - 加島歯科医院勤務の新人医師。若い女性の患者から特に人気がある。八千代に気があるような素振りを見せていることから、順太郎から邪険にされている。
- 浦川美佐（スナック「夢二」のママ）：馬渕晴子
- 浦川夢（美佐の娘）：山田はるみ
- 三田村一人：清水健太郎 - タクシー運転手。順太郎の家に居候している。かつては高校球児で投手をしており、甲子園出場まであと一歩の県大会決勝で敗れて以来、自棄的な人生を送っていたが、順太郎に触発されるように草野球に熱中するようになる。
- 岩立矢吉（監督）：花沢徳衛 - はんこ屋の店主。順太郎とは小学生時代の同級生。お人好しで小心者である一方、頑固な所もある。インテリに執着心があるが、草野球チームの監督に推されて就任する。
- 戸板寛次（ヤクザ、キャッチャー）：粟津號
- 井上清志（酒屋、ファースト）：名古屋章
- 松岡ジョージ（洗濯屋店員、セカンド）：宮田明
- 服部光一（ガソリンスタンド店主、サード）：東野英心
- 大鹿純（ガソリンスタンド店員、ショート）：二戸義則
- 渡瀬武（サラリーマン、レフト）：沼田爆
- 福井八郎（警官、レフト）：山本紀彦
- 榎本美樹（花屋の息子、センター）：小野田真之
- 梶公平（審判）：寺田農
- 松尾（PTA副会長）：南原宏治
- 泉よし子
- 大原穣子
- 金子勝美
- 丸平峯子
- 原知佐子
- 江木俊夫
- 栗田よう子
- 木内さとし
- 西岡慶子

出典：

## スタッフ
- プロデューサー：関口静夫（テレパック）、岩永惠（テレビ朝日）、酒巻武彦（市ヶ谷企画）
- 脚本：田向正健
- 演出：山本和夫、中村金太、大槻義一、森田光則、桜井秀雄
- 演出助手：東城祐司、前田恵三
- 制作主任：住森正徳
- 音楽：惣領泰則
- 主題歌：惣領泰則とジム・ロックス「哀しみのメモリー」（作詞：ビル・クラッチフィールド、作曲：惣領泰則とジム・ロックス）
- 撮影技術：太田博
- 照明：倉本輝彦
- 美術制作：沢井義雄
- 美術デザイン：加藤昌男
- タイトル：篠原栄太
- 制作協力：テレキャスト、東通
- 制作：テレパック、市ヶ谷企画、テレビ朝日

## 放送日程
| 話数   | 放送日        | サブタイトル           | 演出     | 備考                       |
| ------ | ------------- | ---------------------- | -------- | -------------------------- |
| 第1話  | 1980年1月14日 | あいつとプレーボール   | 山本和夫 | ゲスト：張本勲（特別出演） |
| 第2話  | 1月21日       | トンネルズ誕生         | 山本和夫 |                            |
| 第3話  | 1月28日       | 異母兄妹でチェンジ     | 山本和夫 |                            |
| 第4話  | 2月4日        | 恐怖の新入家族         | 山本和夫 |                            |
| 第5話  | 2月11日       | 傷だらけの勝利         | 山本和夫 |                            |
| 第6話  | 2月18日       | 変装して攻撃           | 山本和夫 |                            |
| 第7話  | 2月25日       | ミス・トンネルズの青春 | 山本和夫 |                            |
| 第8話  | 3月3日        | 哀愁ひな祭り           | 山本和夫 |                            |
| 第9話  | 3月10日       | お母さんにデッドボール | 大槻義一 |                            |
| 第10話 | 3月17日       | 危機一髪               | 大槻義一 |                            |
| 第11話 | 3月24日       | ホステスチーム強し！   | 大槻義一 | ゲスト：片桐夕子           |
| 第12話 | 4月7日        | 俺たちも男だ           | 大槻義一 |                            |
| 第13話 | 4月14日       | 男の旅立ち             | 中村金太 |                            |
| 第14話 | 4月21日       | 主婦たちの反撃         | 中村金太 |                            |
| 第15話 | 4月28日       | 恋の三角形             | 大槻義一 |                            |
| 第16話 | 5月12日       | だまされないわ         | 中村金太 |                            |
| 第17話 | 5月19日       | 落雷のメロディー       | 桜井秀雄 |                            |
| 第18話 | 5月26日       | 私はまだ若い！         | 桜井秀雄 |                            |
| 第19話 | 6月2日        | 対決の時               | 桜井秀雄 |                            |
| 第20話 | 6月9日        | 女房に負けるか！       | 森田光則 | ゲスト：ツービート         |
| 第21話 | 6月16日       | 敵と味方               | 森田光則 |                            |
| 第22話 | 6月23日       | コーチを消せ！         | 大槻義一 |                            |
| 第23話 | 6月30日       | 思わぬ事情             | 大槻義一 |                            |
| 第24話 | 7月7日        | 強敵を破れ！           | 大槻義一 |                            |
| 最終話 | 7月14日       | 乾杯                   | 大槻義一 |                            |